# Mick Channon
Michael Roger Channon, dit Mick Channon, né le 28 novembre 1948 à Orcheston (Wiltshire, Royaume-Uni), est un footballeur anglais qui jouait au poste d'attaquant dans les années 1970, et un entraîneur de chevaux de course.

## Biographie
Channon a été sélectionné 46 fois en équipe d'Angleterre entre 1972 et 1977, marquant 21 buts. Il n'a toutefois pris part à aucune phase finale de coupe du monde ou de championnat d'Europe.
Il a disputé 717 rencontres de championnat d'Angleterre et marqué 232 buts, dont 185 pour Southampton.
Après avoir raccroché les crampons, il se lance dans une seconde carrière d'entraîneur de pur-sangs, avec succès puisqu'il cumule 2 500 victoires et a inscrit son nom au palmarès de plusieurs grandes épreuves européennes grâce à Youmzain (Grand Prix de Saint-Cloud, trois fois deuxième du Prix de l'Arc de Triomphe), Samitar (Irish 1000 Guineas), Silca’s Sister (Prix Morny), Zafeen (St. James's Palace Stakes), Piccolo (Nunthorpe Stakes) ou Tobougg (Dewhurst Stakes, Prix de la Salamandre). 

## Clubs
- Southampton (1965-1977)
- Manchester City (1977-1979)
- Southampton (1979-1982)
- Newcastle United (1982)
- Bristol Rovers (1982)
- Norwich City (1982-1985)
- Portsmouth (1985-1986)

## Palmarès
Southampton FC
- Meilleur buteur du Championnat d'Angleterre de football (1) :
  - 1974: 21 buts.
- Vainqueur de la FA Cup (1) :
  - 1976.